# Niels Tønder Lund
Niels Tønder Lund (* le 30 octobre 1749 à Trondhjem ; † le 12 janvier 1809 au large d'Arendal) est un naturaliste norvégien.